# Yo soy la felicidad de este mundo
Yo soy la felicidad de este mundo è un film del 2014 diretto da Julián Hernández.

## Trama
Desideroso di diventare un regista famoso, Emiliano non si separa quasi mai dalla sua videocamera. Alla ricerca di un protagonista per un film sul balletto, incontra il giovane ballerino Octavio. Innamoratosi del giovane, Emiliano si ritrova sempre più combattuto tra il sentimento che prova e le vecchie abitudini di una vita sessuale caotica e finisce con l'allontanarsi sempre più dalla vita reale.

## Riconoscimenti
- 2014 - Chéries-Chéris
  - Candidato al Grand Prize Chéries-Chéris
- 2015 - Hermosillo International Film Festival
  - Candidato al Festival Prize per il miglior film messicano